# Granito
Granito este un oraș în Pernambuco (PE), Brazilia.